# Петрикози (Вармінсько-Мазурське воєводство)
Петрикози (пол. Petrykozy) — село в Польщі, у гміні Дзялдово Дзялдовського повіту Вармінсько-Мазурського воєводства.
Населення — 297 осіб (2011).
У 1975-1998 роках село належало до Цехановського воєводства.

## Демографія
Демографічна структура станом на 31 березня 2011 року:
|          | Загалом | Допрацездатний вік | Працездатний вік | Постпрацездатний вік |
| -------- | ------- | ------------------ | ---------------- | -------------------- |
| Чоловіки | 147     | 35                 | 102              | 10                   |
| Жінки    | 150     | 28                 | 89               | 33                   |
| Разом    | 297     | 63                 | 191              | 43                   |